# Mitsuaki Kojima
Mitsuaki Kojima (小島 光顕 Kojima Mitsuaki?, nacido el 14 de julio de 1968 en Nagasaki) es un exfutbolista japonés. Jugaba de defensa y su último club fue el Avispa Fukuoka de Japón.

## Trayectoria

### Clubes
| Club                | País  | Año         |
| ------------------- | ----- | ----------- |
| Fujitsu             | Japón | 1991 - 1992 |
| Sanfrecce Hiroshima | Japón | 1993 - 1998 |
| Avispa Fukuoka      | Japón | 1999 - 2002 |